# パンパンガ州
パンパンガ州（パンパンガしゅう、フィリピン語: Lalawigan ng Pampanga、パンパンガ語: Lalawigan ning Pampanga、英語: Province of Pampanga）は、フィリピン北部のルソン島にある州で、中部ルソン地方（Gitnang Luzón, Rehyon III）に属する。南にバターン州、西にサンバレス州、北にタルラック州とヌエヴァ・エシハ州、東にブラカン州と接している。面積は2,180.7km2、人口は2,198,110人（2015年）、州都はサンフェルナンド。州内にはかつて北部のアンヘレス（Lakanbalen ning Ángeles）に米軍のクラーク空軍基地があったが、冷戦の終結、1991年のピナトゥボ山の大噴火、フィリピン国民の激しい撤退要求などにより、スービック海軍基地などと共にフィリピン政府に返還、現在はクラーク経済特別区として再開発されている。
南部のマニラ湾沿岸のパンパンガ川三角州一帯の干潟およびハマザクロとAvicennia rumphianaのマングローブは魚類、軟体動物の生育場およびカラフトアオアシシギ、クロツラヘラサギ、ホウロクシギなどの渡り鳥の中継地で、2021年にラムサール条約登録地となった。

## パンパンガ州の都市と基礎自治体
- アパリット
- アンヘレス市
- アラヤト
- バコロル
- カンダバ
- フロリダブランカ
- グアグア
- ルバオ
- マバラカット市
- マカベベ
- マガラング
- マサントル
- メチーコ (メキシコ)
- ミナリン
- ポラック
- サン・フェルナンド市
- サン・ルイス
- サン・シモン
- サンタ・アナ
- サンタ・リタ
- サント・トマス
- サスムアン